# Kansalá
Kansalá (andere Schreibweise Cansalá) war ab dem 16. Jahrhundert Hauptstadt des heidnischen Reiches Kaabu, das durch Sklavenhandel mit Portugal zu Macht und Reichtum gekommen war. Der Ort lag rund 27 Kilometer nördlich der Stadt Gabú, im heutigen Ortsteil Camalija Durubali des Sektors Pirada im heutigen Guinea-Bissau.
Besonders bekannt geworden ist die Stadt durch ihren Untergang im Krieg der Fulbe gegen Kaabu. Im 19. Jahrhundert war Westafrika Schauplatz des Dschihad der Fulbe gegen nicht-islamische Staaten. Im Jahr 1867 belagerte eine Armee von 32.000 Mann unter Alfa Ibrahima von Labé, einem Herrscher in Futa Djalon, Kansalá. Einer der Heerführer war Alfa Molo. Nach den Kämpfen am 13. Mai 1867 hatte der König von Kaabu, Janke Wali, die Niederlage vor Augen. Er wollte sich aber nicht ergeben und zum Islam konvertieren. Er zog es vor, sich in dem Pulvermagazin, in das er sich mit einigen Getreuen geflüchtet hatte, in die Luft zu sprengen. Es ist seine Aussage überliefert, wenn die Fula Sieger wären, bliebe den Malinké nur der Untergang. Bei der Sprengung starben viele Verteidiger und Angreifer und Kaabu ging unter.
Kansalá ist dem Erdboden gleichgemacht. 